# Margaret Billingham
Margaret Billingham (Tanga, Tanzania, 20 de septiembre de 1930-14 de julio de 2009), nacida como Margaret E. Macpherson, fue una patóloga británica en el Centro Médico de la Universidad Stanford que logró importantes logros como la clasificación (Criterios de Billingham) del rechazo al trasplante después de un trasplante de corazón. También describió el rechazo crónico y las técnicas en la biopsia endomiocárdica del corazón.
Billingham, nacida en Tanzania y educada en Kenia y posteriormente titulada en la Royal Free Hospital de Londres, amplió la patología de rechazo y finalmente se convirtió en directora de patología cardíaca en el Centro Médico de la Universidad Stanford. 
Según Robert Robbins, director del Instituto Cardiovascular de Standford, «sus contribuciones fueron la clave para avanzar en la atención y la supervivencia de los pacientes de trasplante de corazón».

## Biografía

### Primeros años
Margaret E. Macpherson nació en Tanga, Tanzania en 1930 luego de que su padre fuera enviado como diplomático británico a Tanzania. Se educó en la escuela Loreto en Kenia. Tenía una hermana llamada Shirley Anne. Al mudarse a Inglaterra, obtuvo su admisión en la Royal Free Hospital de Londres para estudiar Medicina, y se graduó en 1954.

### Trayectoria
En 1956, Billingham comenzó una investigación postdoctoral de 2 años en Stanford, originalmente en medicina cardiopulmonar, luego cambió a patología en 1968. En 1988, fue profesora de patología en Stanford.
Trabajó estrechamente con Philip Caves en la unidad de trasplante cardíaco de Norman Shumway, donde desarrollaron la técnica para evaluar y controlar el rechazo agudo a órganos después de la cirugía de trasplante de corazón. Las biopsias seriadas, tomadas de corazones trasplantados dentro de los destinatarios, se tomaron utilizando un nuevo desarrollado bioptoma, biopsia endomiocárdica transvenosa percutánea. Las muestras histológicas se examinaron en los laboratorios de patología en busca de signos tempranos de rechazo, lo que permitió intervenciones tempranas de tratamiento. El momento de su trabajo coincidió con la conmoción de la primera cirugía de trasplante de corazón, con Norman Shumway realizando el primer trasplante de corazón en los Estados Unidos en 1968. Billingham se encontraba en Stanford en una época en que la universidad dirigía la investigación de trasplantes cardíacos en una plataforma internacional y cuando lugares como Stanford tenían relativamente pocas científicas destacadas.
El sistema de clasificación pronto se adoptó como el método estándar para examinar el rechazo y otras enfermedades cardíacas. Su trabajo la llevó a ser conocida como «fundadora de la patología del trasplante cardíaco». Además, trabajó en la investigación de la toxicidad de la adriamicina, un fármaco de quimioterapia.
En 1972, se convirtió en diplomática de la Junta Estadounidense de Patología. También se convirtió en miembro de la Royal College of Pathologists, American College of Cardiology y del American College of Pathology.
En 1990, se convirtió en la primera mujer en el cargo de presidente de la Sociedad Internacional para el Trasplante de Corazón y Pulmón (ISHLT por sus siglas en inglés). Adicionalmente es autora de más de 500 artículos, resúmenes y capítulos.

### Últimos años y legado
En 1994, tres años después de ser nombrada directora de mujeres en Medicina y Ciencias Médicas en la Escuela de Medicina de Stanford, se jubiló. Se mudó junto con su esposo a Penn Valley en el Norte de California.  Pasar tiempo con su familia, descubrir California y disfrutar de la pesca y la jardinería, se convertirían en sus últimos momentos hasta su muerte en Sierra Nevada Memorial Hospital, Grass Valley, debido a cáncer de riñón en 2009.
Billingham no solo ideó el sistema de puntuación para el rechazo de trasplante cardíaco agudo basado en muestras de biopsia endomiocárdica en Stanford, sino que trabajó en su aceptación internacional. Este «critrerio de Billingham» llegó a ser ampliamente utilizado.

## Vida personal
Contrajo matrimonio con John Billingham en 1956 mientras ambos trabajaban en Hampstead General Hospital, y poco después tuvieron dos hijos.

## Premios
Billingham recibió numerosos honores y premios internacionales. En 1986, recibió una medalla por histopatología del trasplante de corazón de la Universidad de Padua y la Medalla de oro de la ciudad de París por sus contribuciones al trasplante de corazón.
La Academia de Patología de Estados Unidos y Canadá le otorgó el premio al «patólogo distinguido del año» en 2001.
Después de su muerte, la International Society for Heart and Lung Transplantation le otorgó el premio a la trayectoria.